# Флаг Еткульского района
Флаг Е́ткульского муниципального района — официальный символ муниципального образования «Еткульский район» Челябинской области Российской Федерации. Флаг учреждён 25 сентября 2002 года и внесён в Государственный геральдический регистр Российской Федерации под номером 1017.
Флаг муниципального образования «Еткульский район» составлен на основании герба Еткульского района, по правилам и традициям вексиллологии, и отражает исторические, культурные, социально-экономические, национальные и иные местные традиции.

## Описание
«Флаг Еткульского района представляет собой прямоугольное полотнище с соотношением ширины к длине 2:3, воспроизводящее композицию герба: стоящую на зелёной земле белую каменную стену (без зубцов) с жёлтыми деревянной башней с закрытыми воротами и флюгером на островерхой кровле; в правом нижнем углу полотнища — набегающие на землю синие, тонко окаймлённые белым остроконечные волны. В красной части полотнища слева от башни — белый повёрнутый куб».

## Обоснование символики
Центр района — село Еткуль, известен с 1737 года как сторожевая крепость Исетской пограничной линии — это показано каменной стеной — символом надёжности и самостоятельности, и башней — символом защиты, обороны, мощности, с закрытыми воротами и флюгером, аллегорически символизирующими богатую событиями историю Еткульского края.
Жёлтый цвет (золото) символизирует мудрость, знания, свет.
Красный цвет полотнища символизирует мужество, самоотверженность, красоту, справедливую борьбу и жизнь.
Куб показывает, что на территории Еткульского района находится крупнейшее в России месторождение белого мрамора, использовавшегося в облицовке станций Московского метрополитена, Государственного Кремлёвского дворца, Государственной Третьяковской галереи, Храма Христа Спасителя. Продукция мраморщиков известна далеко за пределами России.
Белый цвет (серебро) символизирует совершенство, благородство, чистоту, веру, мир.
Синие волны указывают на многочисленные озёра, расположенные в восточной части Еткульского района, среди которых памятниками природы объявлены озёра Горькое, Большой Шантропай, Боровушка.
Синий цвет (лазурь) в геральдике — символ истины, чести и добродетели.
Зелёный цвет дополняет символику природы района и аллегорически показывает, что Еткульский район расположен в лесостепной зоне области, а также этот цвет символизирует плодородие, возрождение и здоровье.